# 28 км (Архангельська область)
28 км (рос. 28 км) — залізничний роз'їзд в Приморському районі Архангельської області Російської Федерації.
Населення становить 0 осіб. Входить до складу муніципального утворення Приморське поселення.

## Історія
Від 2004 року входить до складу муніципального утворення Приморське поселення.

## Населення
| 2010 | 2012 |
| ---- | ---- |
| 0    | →0   |